# Acampe pachyglossa
Acampe pachyglossa es una orquídea de hábito epífita y ocasionalmente litófita originaria de África.
Su nombre se refiere a su amplio labio, en Madagascar se la conoce en el nombre de Kisatrasatra.

## Descripción
Es una especie de tamaño mediano, es erecta, monopódica, de hábito epífita y ocasional litófita. Tiene un tallo leñoso con hojas desiguales y ápice bilobulado, plegadas, rígidas, carnosas de color verde oscuro y con flores pequeñas color fiucsia en casi cualquier época del año en una inflorescencia axilar, erecta de 20 cm de largo, a veces ramificada con varias inflorescencias densas. Las flores en miniatura se producen en distintos momentos del año, pero sobre todo en el verano y el otoño con una dulce fragancia diurna.

## Distribución y hábitat
Se encuentran en la República Democrática del Congo, Angola, Malaui, Kenia, Tanzania, Mozambique, Zambia, Zimbabue, Suazilandia, Sudáfrica, Madagascar, Comores y Seychelles. Se encuentra en troncos y ramas principales de los árboles o en las rocas por debajo de ellos en el bosque caducifolio y por lo general en zonas áridas, calientes, zonas bajas o en los bosques de ribera o en la costa con arbustos del país hasta elevaciones desde el nivel del mar hasta los 1000 metros.

## Cultivo
Esta especie crece bien en una maceta o cesta con corteza gruesa y carbón y se mantiene con luz brillante y con agua caliente para calentar su temperatura. s.

## Taxonomía
Acampe pachyglossa fue descrita por Heinrich Gustav Reichenbach y publicado en Otia Botanica Hamburgensia 2: 76. 1881.
Etimología
Acampe: nombre genérico que deriva de la palabra griega "akampas" = "rígido" refiriéndose a sus pequeñas e inflexibles flores.
pachyglossa: epíteto latino que significa "labio grueso".
Sinonimia
Los siguientes nombres se consideran sinónimos de Acampe ochracea:
- Acampe renschiana Rchb.f.
- Acampe madagascariensis Kraenzl.
- Acampe mombasensis Rendle
- Saccolabium mombasense (Rendle) Rolfe
- Saccolabium pachyglossum (Rchb.f.) Rolfe
- Acampe nyassana Schltr.
- Acampe pachyglossa subsp. reschiana (Rchb.f.) Senghas[4][5]